# الاصفور (حجة)
الاصفور هي إحدى قرى الجمهورية اليمنية. وهي تتبع جغرافيًا لمحافظة حجة. وإداريًا لمديرية المغربة. يبلغ تعداد سكانها 3433 نسمة حسب الإحصاء الذي جرى عام 2004.